# Paolozzo I della Faggiuola
Paolozzo della Faggiuola (Romanya, s. XIV), anomenat «el Vell», va ser un noble italià.
Va ser fill de Ribaldo, que va morir el 1308. El 6 de setembre de 1308 va renovar el contracte d'emfiteusi dels castells de Maiolo i Maioletto amb el monestir de Sant Donat de Pulpiano, en companyia dels seus cosins Uguccione i Fondazza. La renovació no va ser respectada a causa de pertànyer a la causa gibel·lina. Va acudir a rebre l'emperador Enric VII i va signar com a testimoni en la sentència de 23 de febrer de 1313 contra els florentins, declarats rebels contra l'imperi. El 1320 va combatre amb Uberto, comte de Ghiaggiuolo contra els güelfs de Rímini. Consta també a un diploma de 15 de febrer de 1329, atorgat per l'emperador Lluís IV, confirmant a la família Faggiuola diversos castells de la diòcesi de Montefeltro, donant-los la potestat de nomenat jutges, notaris, entre altres prerrogatives. Troya el documenta per darrera vegada el 1329. Va tenir dos fills, Arrigo i Cionarino, que van governar inicialment conjuntament les senyories i, més tard es van repartir l'herència.